# Issues of Life: Features and Remixes
Issues of Life: Features and Remixes — сборник песен американского джазового музыканта Грегори Портера, вышедший 15 сентября 2014 года на лейбле Membran.

## Описание
| Оценки критиков | Оценки критиков |
| Источник        | Оценка          |
| --------------- | --------------- |
| AllMusic        | [ 1 ]           |
| Financial Times | [ 2 ]           |
| The Guardian    | [ 3 ]           |
| The Irish Times | [ 4 ]           |

На Issues of Life: Features and Remixes, вышедшей вслед за альбомом Liquid Spirit (2013), собраны разрозненные треки, записанные Портером до подписания контракта с лейблом Blue Note и «показывающие многое из того, что сделало его джазовой суперзвездой». В сборник вошли песни, записанные Портером с саксофонистом Дэвидом Мюрреем, с соул-джазовой группой Zbonics, с австрийским духовым оркестром Paul Zauner's Blue Brass.
Джазовый критик Джон Фордхэм из The Guardian отметил песню «Moanin’» Бобби Тиммонса — «мускулистую», с «тяжёлыми духовыми» и «парящим» вокалом Портера, трек «Be My Monster Love» — «проникновенный и хладнокровный» с блуждающим басом, трек «Hope Is a Thing with Feathers» — «с постколтрейновским тенор-саксофонистом Дэвидом Мюрреем».
Джазовый критик Майк Хобарт в рецензии для Financial Times назвал Issues of Life: Features and Remixes «потрясающим введением в эстетику [Грегори] Портера».

## Список песен
| №                   | Название                                                                              | Длительность |
| ------------------- | ------------------------------------------------------------------------------------- | ------------ |
| 1.                  | «Moanin' (Radio Edit)» (Грегори Портер, Paul Zauner's Blue Brass)                     | 3:32         |
| 2.                  | «Be My Monster Love» (Грегори Портер, David Murray Infinity Quartet)                  | 8:01         |
| 3.                  | «Issues Of Life» (Грегори Портер, Zbonics)                                            | 5:26         |
| 4.                  | «About The Children» (Грегори Портер, David Murray Infinity Quartet)                  | 7:48         |
| 5.                  | «Just In Time» (Грегори Портер, Zbonics)                                              | 4:53         |
| 6.                  | «Hope Is A Thing With Feathers» (Грегори Портер, David Murray Infinity Quartet)       | 7:16         |
| 7.                  | «Nowhere To Run» (Грегори Портер, Zbonics)                                            | 3:50         |
| 8.                  | «She Danced Across The Floor (Automart Remix)» (Грегори Портер, Zbonics)              | 3:55         |
| 9.                  | «1960 What? (Opolopo Kick And Bass Rerub)» (Грегори Портер)                           | 8:24         |
| 10.                 | «Army Of The Faithful (Joyful Noise)» (Грегори Портер, David Murray Infinity Quartet) | 6:18         |
| 11.                 | «She's Gone» (Грегори Портер, Zbonics)                                                | 5:16         |
| 12.                 | «Song Of The Wind» (Грегори Портер, M1, Брайан Джэксон, The New Midnight Band)        | 4:14         |
| Общая длительность: | Общая длительность:                                                                   | 68:53        |

## Участники записи
- Грегори Портер — вокал, аранжировка
- Клаус Дикбауэр — альт-саксофон, бас-кларнет
- Питер Массинк — аранжировка
- Вольфрам Дершмидт — бас
- Говард Кертис — барабаны
- Мартин Рейтер — пианино, электрическое пианино
- Клеменс Плием — тенор-саксофон, флейта
- Пол Заунер — тромбон, продюсер
- Барни Герлингер — труба, флюгельгорн
- Мансур Скотт — вокал
- Дональд Смит — вокал, фортепиано, электрическое пианино
- Джарибу Шахид — бас
- Нашит Уэйтс — барабаны
- Марк Кэри — фортепиано
- Яна Герцен, Валери Мало — продюсеры
- Дэвид Мюррей — тенор-саксофон
- Зак Наджор — барабаны, синтезатор
- Брайан Джордан, Джулс Наджор, Мелвин Спаркс — гитара
- Адам Скон — орган
- Стив Хейни — Перкуссия
- Джон Уильямс — фортепиано
- Карл Денсон — саксофон
- Роберт Уолтер — синтезатор
- Крис Литтлфилд — труба
- Automart — ремикс, инструменты, звуки
- Ёсукэ Сато — альт-саксофон
- Камау Кеньятта — аранжировка
- Аарон Джеймс — бас
- Эмануэль Гарольд — барабаны
- Чип Кроуфорд — фортепиано, аранжировка
- Opolopo — ремикс
- Роберт Стрингер — тромбон
- Кертис Тейлор, Кафеле Банделе, Мелвин Вайнс — труба
- Airto — перкуссия
- Чак Прада — перкуссия
- Брайан Тил — Клавинет, Синтезатор
- Джерри Штукер — бас
- Кришна Букер — битбокс
- Брайан Джексон — клавишные, продюсер
- Яна Герцен, Кентья Фрейзер — продюсер
- Д. Букер, Мартин Лютер — вокал